# Abhinanda (musikalbum)
Abhinanda är Abhinandas andra studioalbum, utgivet av Desperate Fight Records 1996. I Belgien utgavs skivan av Genet Records.

## Låtlista[1]
1. "Illumination" - 2:15
2. "Fascistproof Armour" - 3:11
3. "City of Hope" - 4:03
4. "Still the 17th Century" - 2:22
5. "Despertar" - 3:11 (Kristofer Steen)
6. "All of Us" - 2:00
7. "Emptiness" - 4:21
8. "Monster" - 2:45
9. "Le Sacre De Sang" - 2:41
10. "Let's March!" - 2:52
11. "Untitled" - 2:42 (dolt spår)